# Sardoá (kommun)
Sardoá är en kommun i Brasilien.   Den ligger i delstaten Minas Gerais, i den sydöstra delen av landet, 700 km sydost om huvudstaden Brasília. Antalet invånare är 5 597.
Följande samhällen finns i Sardoá:
- Sardoá

Omgivningarna runt Sardoá är huvudsakligen savann. Runt Sardoá är det ganska glesbefolkat, med 34 invånare per kvadratkilometer.